# Живети (филм из 1952)
Живети (јап. 生きる) је јапански драмски филм из 1952. године, у режији Акире Куросаве. Радња филма прати борбу смртно болесног токијског бирократе и његову последњу потрагу за смислом. Филм је инспирисан кратком Толстојевом причом Смрт Ивана Иљича. У главној улози је Такаши Шимура.

## Радња
Канџи Ватанабе (Такаши Шимура) је средовечни мушкарац који ради на истој монотоној бирократској позицији 30 година. Његова жена је преминула, а његов син и снајка, са којима живи, чини се да само брину о његовој пензији и свом будућем наследству.
Након сазнања да имa рак желуца и мање од годину дана живота, Ватанабе покушава да се помири са својом предстојећом смрћу. Намерава да каже сину за рак, али одустаје јер син не обраћа пажњу на њега. Затим покушава да пронађе бекство у задовољству токијског ноћног живота, заједно са ексцентричним писцем кога је тек упознао. После једне проведене ноћи, схвата да ноћни живот није решење.
Следећег дана, Ватанабе сусреће млађу колегиницу, Тојо, којој треба његов потпис ради њене оставке. Он је привучен њеном радосном љубави према животу и ентузијазму и покушава да проведе што више времена са њом. Она на крају постаје сумњичава у његове намере и постаје уморна од њега. После убеђивања да му се придружи по последњи пут, он је пита за њену тајну љубави живота. Тојо му открива да њена срећа долази од њеног новог посла и говори му да треба да нађе сврху у свом животу.
Захваљујући њој, Ватанабе схвата да није сувише касно за њега и да он још увек може да уради нешто. Он тада посвећује своје преостало време и енергију у остваривању вредног достигнућа пре завршетка свог живота. Кроз свој неуморни напор, он је у стању да превазиђе застој бирократије и претвори септичку јаму у дечије игралиште.
Последња трећина филма одвија се током Ватанабеовог бдења када његове бивше колеге покушавају да схвате шта је изазвало тако драматичну промену у његовом понашању. Његова трансформација од равнодушног бирократе до страственог заштитника их збуњује. Док његове колеге пију, они полако схватају да је Ватанабе морао да зна да умире, чак и ако његов син то пориче, као што је био несвестан очевог стања. Они се у припитом стању заветују да ће са истом посвећеношћу и страшћу живети као што је Ватанабе живео. Али када се врате на посао, недостаје им храбрости за то.
Антологијска сцена у филму је последњих неколико тренутака у Ватанабеовом животу, док седи на љуљашци у парку који је изградио. Док снег пада, Ватанабе је загледан у игралиште, у миру са собом и светом.

## Улоге
| Глумац            | Улога                        |
| ----------------- | ---------------------------- |
| Такаши Шимура     | Канџи Ватанабе               |
| Шиничи Химори     | Кимура                       |
| Харуо Танака      | Сакаи                        |
| Минору Чијаки     | Ногучи                       |
| Мики Одагири      | Тојо Одагири                 |
| Бокузен Хидари    | Охара                        |
| Миносуке Јамада   | слижбеник Саито              |
| Каматари Фуџивара | шеф Оно                      |
| Нобуо Канеко      | Мицуо Ватанабе, Канџијев син |
| Кјоко Секи        | Казуе Ватанабе, Мицуова жена |
| Јуноске Ито       | писац                        |
| Макото Кобори     | Кичи Ватанабе, Канџијев брат |

## Критика
Филм има 100% позитивних оцена засноване на основу 30 критика на интернет страници Rotten Tomatoes.
Живети се налази на 459. месту листе „500 најбољих филмова свих времена”, као и на 44. месту листе „100 најбољих филмова светске кинематографије” филмског часописа Empire.
Роџер Иберт је филм укључио у рецензији „Одличних филмова” 1996. године рекавши: „Током година филм сам гледао сваких пет година, и сваки пут ме је филм дирнуо, и натерао да размислим. И што сам старији био, Ватанабе је мање личио на патетичног старца, и више је изгледао као свако од нас.” У својој рецензији Седам самураја, Иберт је прогласио Живети најбољим филмом Акире Куросаве.